# آپر دیر فیلد، نیوجرسی
آپر دیر فیلد (به انگلیسی: Upper Deerfield Township) شهری در ایالت نیوجرسی کشور ایالات متحده آمریکا است که جمعیت آن در سرشماری سال ۲۰۱۰ میلادی، ۷٬۶۶۰ نفر بوده‌است.